# Rio Bravo (pel·lícula)
Rio Bravo és una pel·lícula de western estatunidenca dirigida l'any 1959 per Howard Hawks i protagonitzada per John Wayne, Dean Martin i Ricky Nelson. S'ha doblat al català.
Howard Hawks és el responsable d'obres mestres a gairebé tots els gèneres. Pel que fa al western, es va sentir tan a gust contant la història d'un xèrif que ha de defensar la legalitat amb l'ajuda d'un alcohòlic, un vell, un jovenet inexpert i una dona, que la va repetir -amb lleugeres variacions- dues vegades més a El Dorado (1967) i a Rio Lobo (1970).

## Argument
Un xèrif anomenat John Chance (John Wayne) deté el bandit Joe Burdette per assassinat. Nathan Burdette, un terratinent ric i germà de l'arrestat Joe, vol salvar-lo de la forca. Per això, posa molts dels seus acòlits a vigilar la presó on es troba, i també ordena assassinar qualsevol persona que intenti ajudar el sheriff Chance.
A mesura que s'apropa el dia en què han d'arribar les autoritats estatals, Chance i el seu equip, format per Dude (Dean Martin) i Stumpy (Walter Brennan), es van adonant que la tensió no deixa de créixer.
Després de dos intents fallits de rescat, els acòlits de Nathan aconsegueixen segrestar a Dude. Chance no té altra opció que acceptar el canvi de Dude per Joe. No obstant això, també són conscients que no poden permetre-ho, ja que Nathan els mataria per haver estat testimonis de tot el succeït. Així doncs, Chance, Stumpy i Colorado (Ricky Nelson) es preparen pel canvi.
Quan el canvi ha començat, Dude empeny Joe, i comença un tiroteig. Després d'una llarga lluita, el xèrif i el seu equip assoleixen vèncer-los gràcies a tenir dinamita. Els acòlits restants fugen, i la pau torna a la ciutat.

## Repartiment
- John Wayne: John T. Chance. (xèrif).
- Dean Martin: Dude.
- Walter Brennan: Stumpy.
- Ricky Nelson: Colorado Ryan.
- Angie Dickinson: Feathers.
- Ward Bond: Pat Wheeler.
- John Russell: Nathan Burdette.
- Pedro González González: Carlos Robante.
- Estelita Rodríguez: Consuelo Robante.
- Claude Akins: Joe Burdette.
- Malcolm Atterbury: Jake.

## Crítica
Un dels millors westerns de la història del cinema, que Hawks va rodar com a resposta a Sol davant el perill, de Fred Zinnemann. Dean Martin demostra la seva vàlua com a actor dramàtic, Angie Dickinson és una bella jugadora de saloon, Brennan és el graciós rondinaire i el paper de Colorado és una referència clara a Billy el Nen. La sàvia combinació entre comèdia i drama habitual en Hawks va seguir en els dos western següents, variacions sobre el mateix tema, El Dorado i Rio Lobo.